# 하프늄
하프늄(←영어: Hafnium 해프니엄[*], 문화어: 하프니움←독일어: Hafnium 하프니움[*])은 화학 원소로 기호는 Hf(←라틴어: Hafnium 하프니움[*]), 원자 번호는 72이다. 은회색의 광택이 있는 전이 금속으로, 화학적으로 지르코늄과 비슷하고 지르코늄을 함유한 광석에서 함께 발견된다. 1869년 드미트리 멘델레예프가 하프늄의 존재를 처음으로 예상하였고 1923년 발견되어 안정한 원소 중에서는 마지막에서 두 번째로 발견된 원소가 되었다. 원소가 발견된 도시인 코펜하겐의 라틴어 지명 하프니아(Hafnia)에서 이름을 땄다.
하프늄은 필라멘트와 전극 등에 사용되며, 중성자를 잘 흡수하는 성질이 있어 지르코늄 합금과 함께 원자로의 제어봉에 사용된다. 하프늄 산화물은 반도체 제조 공정에 사용되기도 한다. 나이오븀, 티타늄, 텅스텐 등과 혼합하여 특수한 목적의 초합금을 만드는데 사용된다.

## 특성
하프늄은 은회색 광택이 있는 전이 금속으로, 연성이 좋고 부식에 강하다. 화학적으로는 지르코늄과 비슷하다. 하프늄의 물리적인 특성은 불순물로 첨가된 지르코늄의 양에 따라 달라지는데, 하프늄과 지르코늄은 그 화학적 특성이 매우 비슷하여 분리하기가 가장 힘든 혼합물 중의 하나이기도 하다. 하프늄의 밀도는 지르코늄 밀도의 약 2배 정도이다.
하프늄은 공기 중에서 산소와 반응하여 표면에 얇은 보호막을 형성하여 부식을 방지한다. 보통 산과 염기에는 반응하지 않으나 할로젠에 의해 산화되거나 공기 중에서 연소하여 산화되기도 한다. 고운 분말 형태에서는 스스로 발화한다.

## 동위 원소
현재까지 원자량 153에서 186까지 최소 34종류의 하프늄 동위 원소가 발견되었다. 자연에 존재하는 안정한 동위 원소는 176Hf,177Hf,178Hf,179Hf,180Hf이다. 방사성 동위 원소 중 가장 안정한 것은 174Hf으로 반감기가 약 1015년이다.

## 존재
하프늄은 지각에 질량비로 약 5.8ppm 정도 함유된 것으로 추정된다. 자연에서는 순수한 형태로 발견되지 않고 주로 지르코늄과 혼합된 형태로 발견된다. 특히, 지르콘에는 전체 지르코늄 함량 중 약 1~4% 정도가 하프늄으로 치환되어 있다.
현재 전 세계 인구의 증가에 따라 하프늄 수요가 지속적으로 증가하면 10년 이내에 하프늄이 고갈될 것으로 추정된다.

## 역사
1869년 드미트리 멘델레예프는 티타늄과 지르코늄보다 무거운 원소들이 존재할 것이라고 예측했다. 1914년 헨리 모즐리는 X선 분광학을 통해 원자 번호를 알아낼 수 있는 방법을 발견했고 원자 번호 43, 61, 72, 75에 발견되지 않은 란타넘족이 있다는 사실을 발견했다. 이에 발견되지 않은 원소를 찾기 위한 이른바 '원소 사냥'이 벌어지게 되었다.
한편, 모즐리의 발견이 있기 이전인 1907년에 위르뱅은 희토류 금속에 속하는 72번 원소를 발견했다고 주장했고, 1911년 '셀튬(celtium)'이라는 이름으로 발표했다. 그러나 이는 나중에 발견된 하프늄의 선 스펙트럼이나 화학적 성질과는 큰 차이가 있었고, 논란의 대상이 되었다. 이후 모즐리의 X선 분광학 조사를 통해 위르뱅이 발견한 원소는 72번 원소가 아님이 밝혀졌다. 1923년 초반에는 일부 화학자와 물리학자들이 72번 원소는 지르코늄과 성질이 비슷할 것이며, 희토류 금속에 속하지 않을 것이라는 새로운 주장을 했다. 이는 모즐리의 X선 분광학과 보어의 원자 모형에 바탕을 둔 주장이었다.
이러한 주장과 1922년 위르뱅이 1911년에 발견한 것이 원자 번호 72번의 희토류 원소가 맞지 않았느냐는 주장이 다시 제기되면서 코스테르(Dirk Coster)와 죄르지 헤베시(Georg von Hevesy)는 지르코늄을 포함한 광석에서 72번 원소를 찾아내는 작업에 들어갔다. 마침내 1923년 덴마크 코펜하겐에서 두 사람은 하프늄을 발견하였고, 이는 멘델레예프가 1869년에 예측한 성질과도 잘 들어맞았다. 이는 나중에 노르웨이에서 X선 분광학 연구를 통해 사실임이 입증되었다. 이후, 원소가 발견된 곳인 코펜하겐의 라틴어식 지명 '하프니아'에서 이름을 따 ‘하프늄’이라는 이름이 붙여졌다.

## 용도

### 원자로 제어봉
하프늄 동위 원소들의 원자핵은 한 개당 중성자 여러 개를 흡수할 수 있다. 이 성질을 이용해 원자로에서 제어봉에 사용된다. 하프늄 원자핵이 중성자를 흡수하는 비율은 지르코늄보다 약 600배 정도 뛰어난 것으로 알려져 있다. 또, 부식에 강한 성질은 가압수형 원자로의 극한 조건에서도 잘 견디게 해주어 많이 사용되고 있다.

### 합금
하프늄은 철, 티타늄, 나이오븀, 탄탈럼 등 여러 가지 금속과의 합금으로 사용된다. 또, 니켈이 주성분인 합금에 소량의 하프늄이 첨가되면 잘 산화되지 않아 부식에 강해진다.

## 주의사항
미세한 분말 형태의 하프늄은 공기 중에서 스스로 발화하는 성질이 있으므로 취급 시 주의가 필요하다. 또, 하프늄 화합물은 눈, 피부, 점막 등에 자극을 줄 수 있으며 간 손상을 유발할 수도 있다.